# Valter Schytt
Stig Valter Schytt, född 17 oktober 1919 i Solna, död 30 mars 1985 i Tarfaladalen, var en svensk glaciolog.

## Biografi
Efter studentexamen i Stockholm 1939 blev Schytt filosofie kandidat 1945, filosofie magister 1946, filosofie licentiat 1947 och filosofie doktor 1958 på avhandlingen Snow and Ice Studies in Antarctica. Han blev amanuens i geografi vid Stockholms högskola 1943, glaciolog i Svenska antarktiska kommittén 1948, Research Associate vid Northwestern University i Evanston, Illinois, 1953, biträdande lärare i geografi vid Stockholms högskola 1955 och fick 1958 docentur i geografi, särskilt naturgeografi. Senare blev han laborator vid Naturvetenskapliga forskningsrådet 1963, biträdande professor där 1969 och var professor där från 1970.
Schytt rekognoserade vid 25 års ålder på uppdrag av professor Ahlmann fjällen söder om Abisko för att finna lämplig glaciär på nära håll, som kunde tjäna som referensobjekt för studier av klimatförändringar. Valet föll på Storglaciären och en mätstation etablerades och grunden för Tarfala forskningsstation lades. Senare deltog han i polarexpeditionen till Antarktis 1949–1952 (norsk-brittisk-svenska Antarktisexpeditionen, Maudheimexpeditionen) för vilken han ingick i ledningen som ställföreträdande platschef och chef för glaciologverksamheten. Den tredje stora insatsen för fältforskning, som Schytt gjorde var som vetenskaplig ledare för expeditionen Ymer 80, som kom att bli genombrottet för modern svensk och internationell polarverksamhet med en isbrytare som plattform för arktisk forskning.
I expeditionens kölvatten bildades sedan Kungliga Vetenskapsakademiens polarforskningskommité och därefter den statliga myndigheten Polarforskningssekretariatet. Därtill deltog Schytt i ett flertal mindre omfattande men viktiga expeditioner som till Kanada 1954, till Grönland 1954, till Spetsbergen 1956, 1957, 1958 och 1966 och 1977 den Västantarktiska vulkanön Deception Island för stratigrafiska studier av glaciären.
Internationellt blev Schytt tidigt en viktig förgrundsgestalt i det glaciologiska forskarsamfundet. Hans arbeten från Maudeheimexpeditionen uppskattades som en pionjärinsats och han konsulterades som expert vid bland annat USA:s upplägg för Internationella geofysiska året. I över ett kvarts sekel var han aktiv inom International Glaciological Society i Cambridge i England och dess ordförande 1969–1972 – dess första ordförande som inte var britt.
Schytt erhöll liksom övriga övervintrare under Maudheimexpeditionen norske kungens Maudheimmedaljen och han invaldes i Sverige som ledamot av Kungliga Vetenskapsakademien 1974, av Kungliga Ingenjörsvetenskapsakademien 1978, av Kungliga Fysiografiska Sällskapet i Lund 1981 och som korresponderande ledamot av Kungliga Örlogsmannasällskapet 1978. Han blev kabinettskammarherre 1976 och tilldelades Vegamedaljen i guld 1981.
Han var far till tre döttrar, däribland vetenskapsjournalisten Anna Schytt.
Schyttglaciären på Drottning Mauds land i Antarktis har uppkallats efter Valter Schytt. Han är begravd på Sigtuna kyrkogård.